# Trimarã

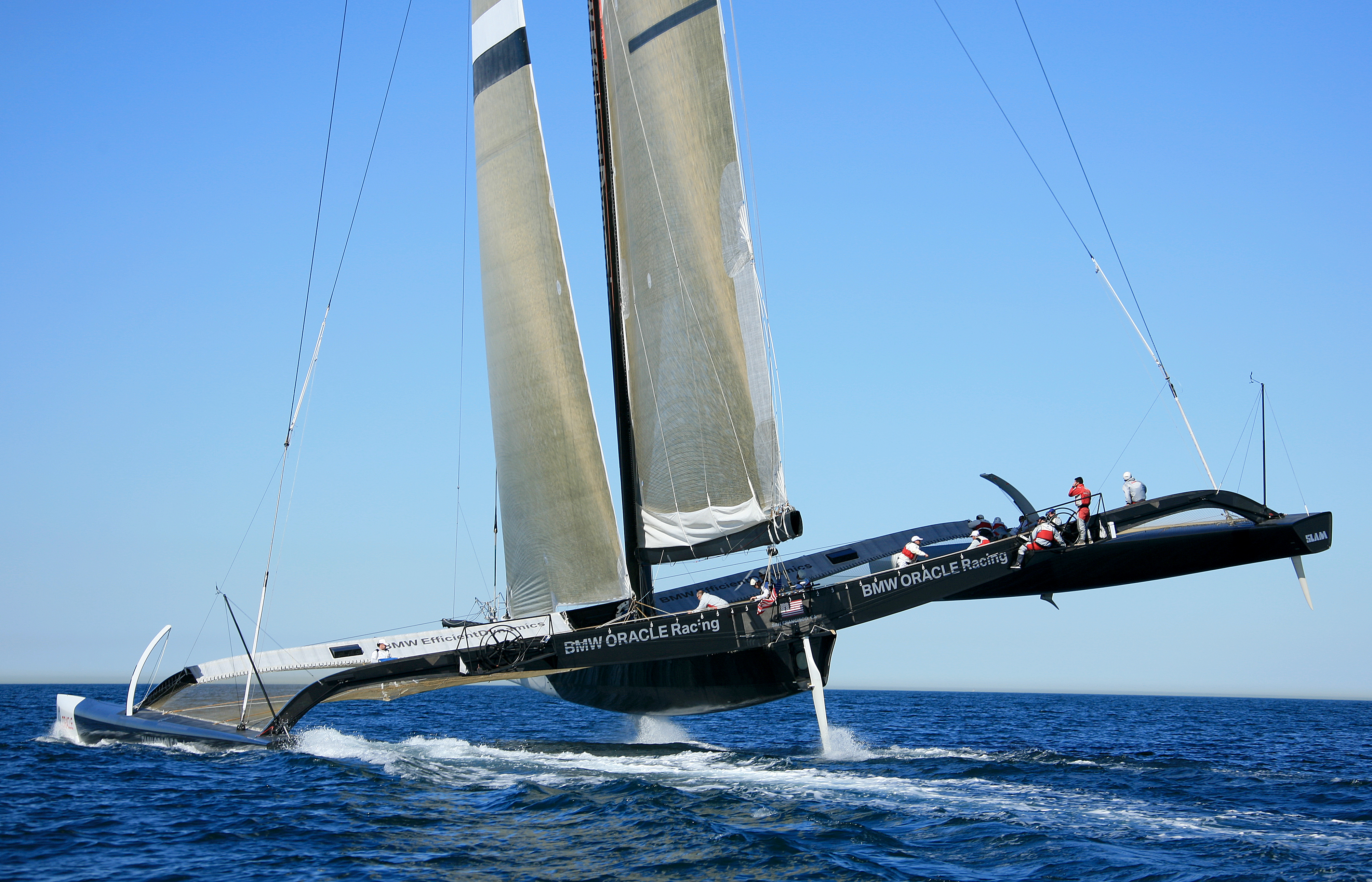
USA-17— um trimarã de 90 pés (27 m) de comprimento, tipo BOR90.

Um trimarã (ou estabilizador duplo) é um barco multicasco que compreende um casco principal e dois cascos menores (ou "flutuadores") que são presos ao casco principal com vigas laterais. A maioria dos trimarãs modernos são iates à vela projetados para recreação ou corrida; outros são balsas ou navios de guerra. Eles se originaram dos tradicionais cascos de estabilizadores duplos das culturas austronésias do Sudeste Asiático Marítimo; particularmente nas Filipinas e no leste da Indonésia, onde continua sendo o design de casco dominante dos barcos de pesca tradicionais. Os estabilizadores duplos são derivados dos designs mais antigos de catamarãs e barcos com estabilizador único.

## Terminologia
A palavra "trimarã" é uma junção de "tri" e "(cata)maran", um termo que se acredita ter sido cunhado por Victor Tchetchet, um pioneiro designer de multicascos modernos nascido na Ucrânia. Os trimarãs consistem em um casco principal conectado a flutuadores estabilizadores em ambos os lados por uma viga transversal, asa ou outra forma de superestrutura - os termos polinésios tradicionais para o casco, cada flutuador e conector são vaka, ama e aka, respectivamente (embora os trimarãs não sejam tradicionalmente polinésios, uma vez que usam configurações de estabilizador único e catamarã).

## Imagens

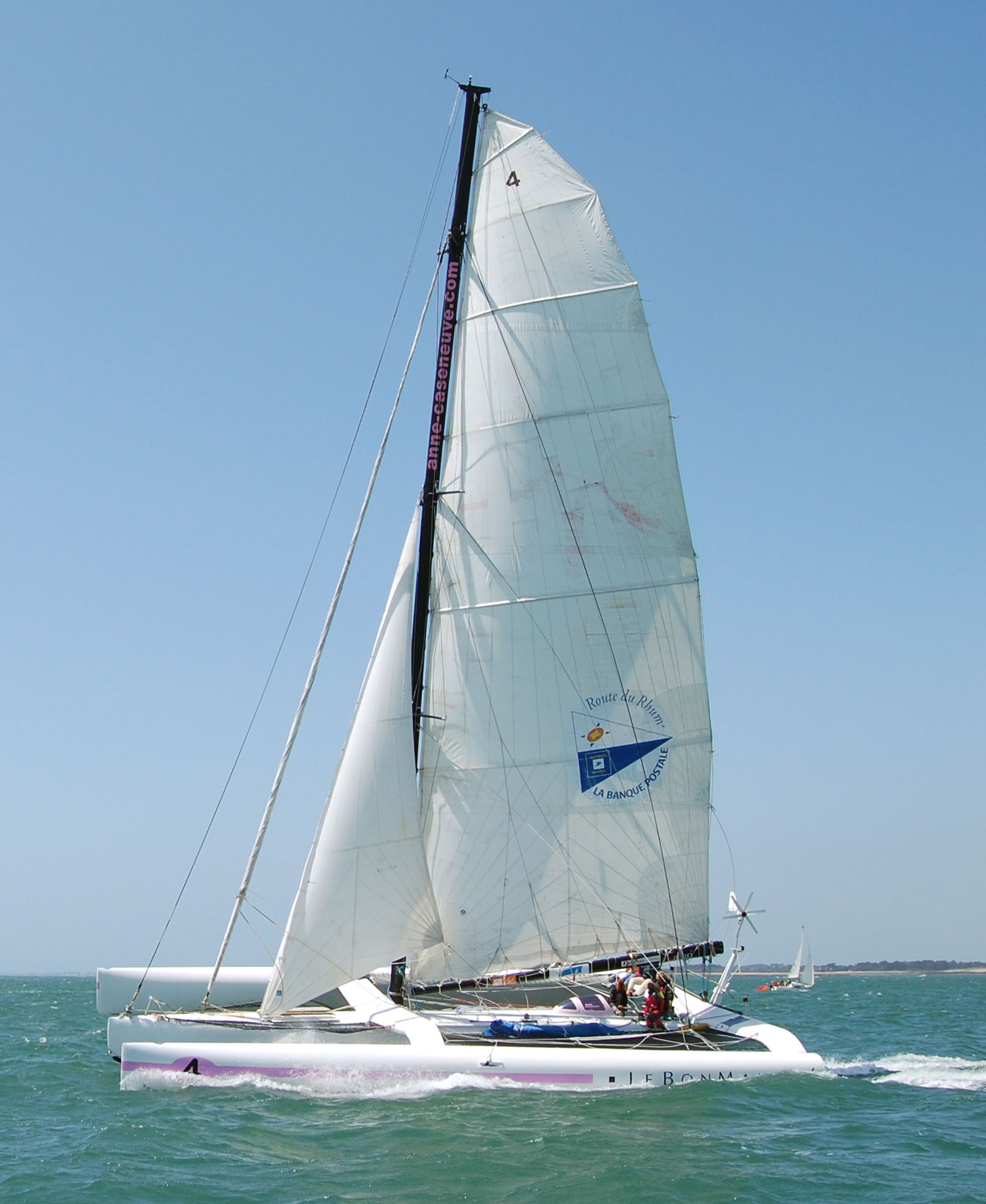
Trimaran de 15m
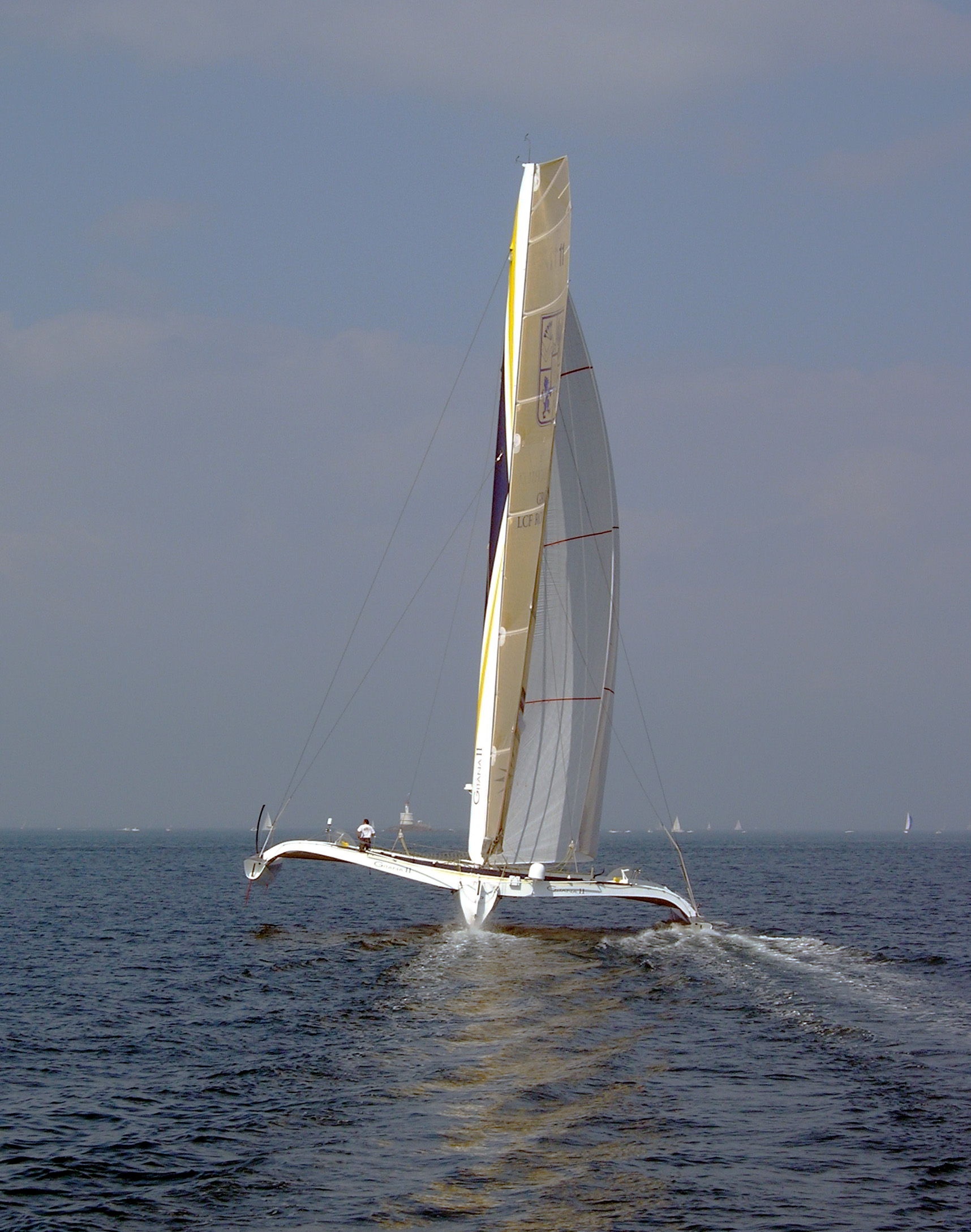
Gitana 11
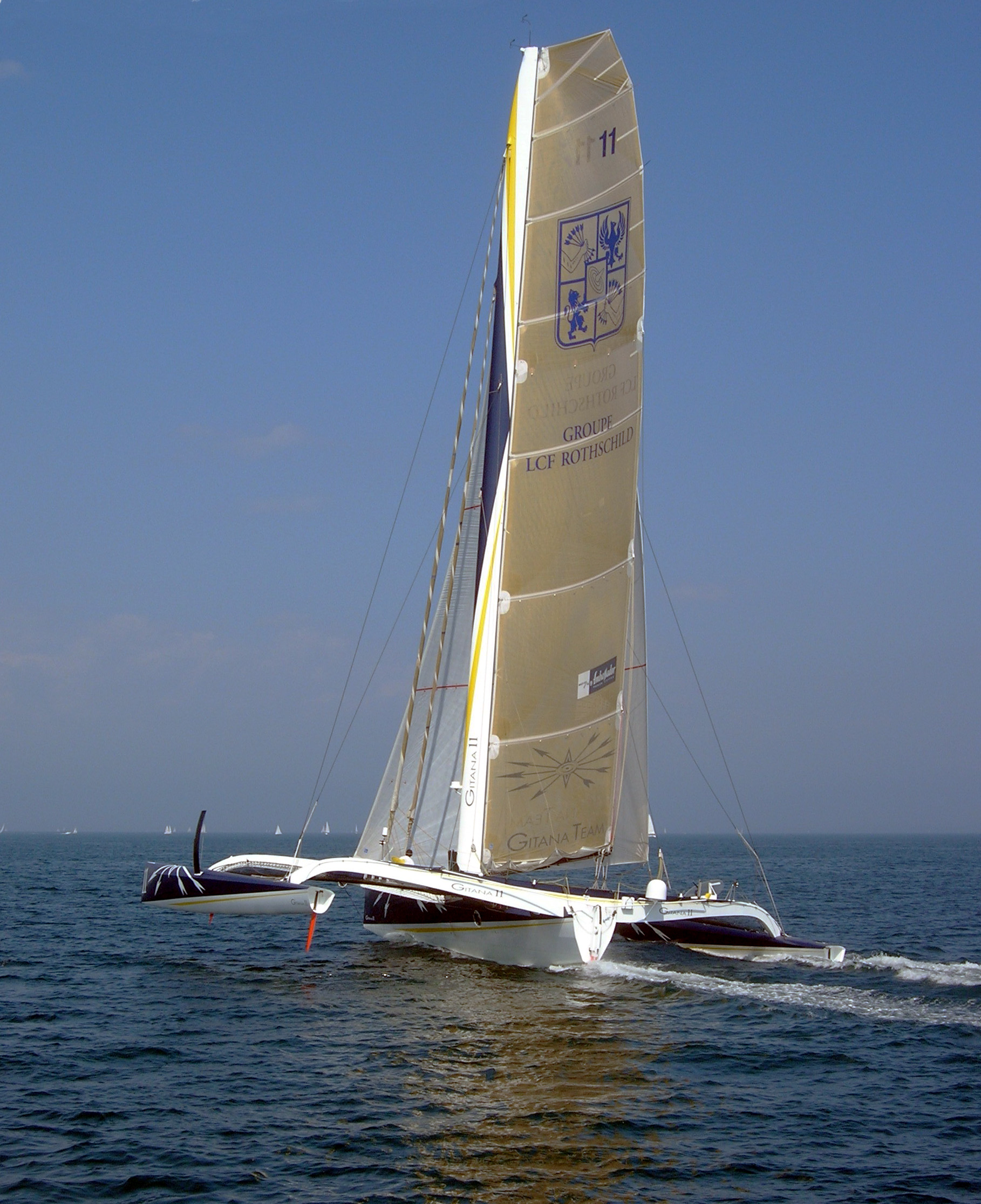
Gitana 11
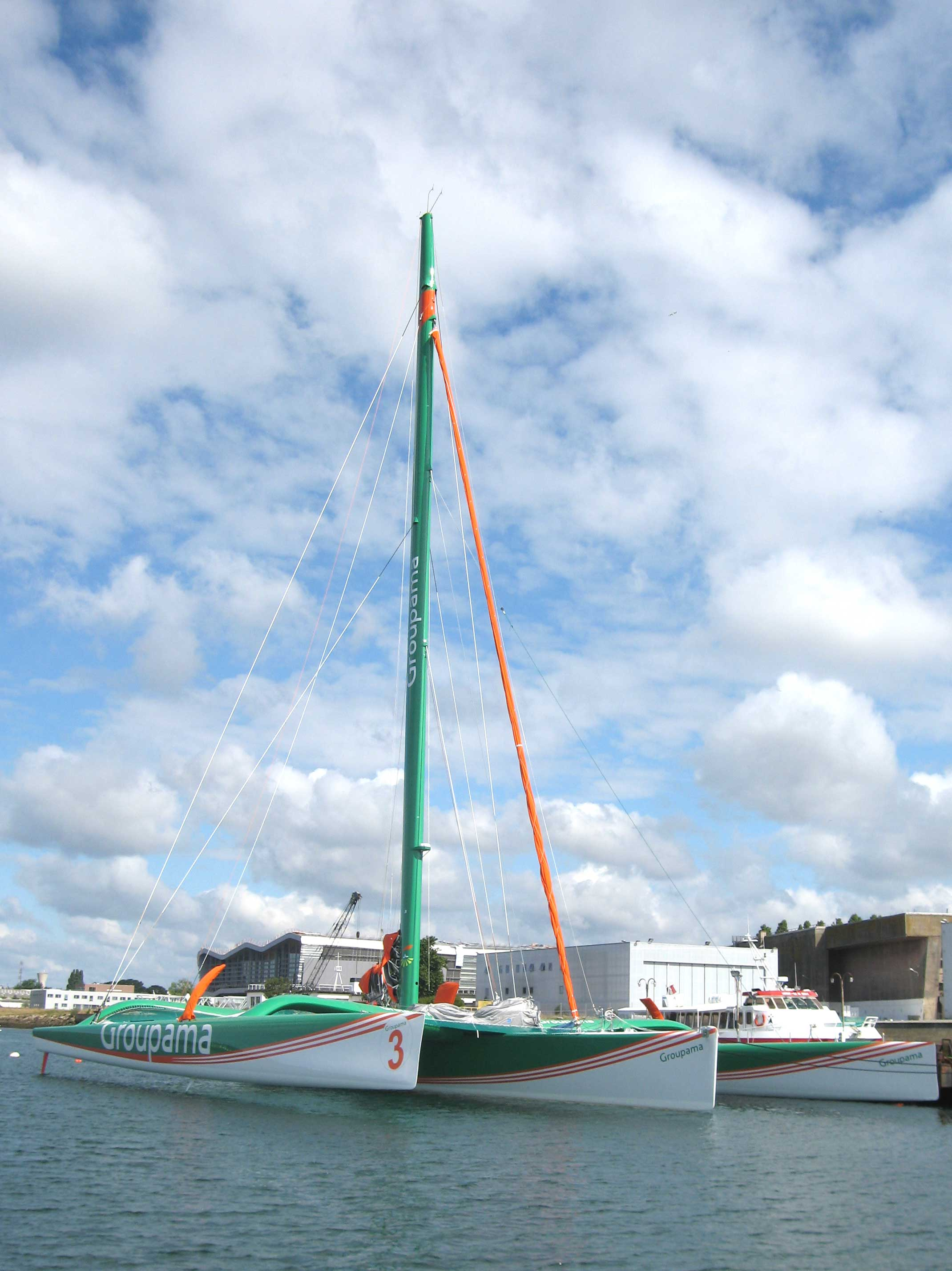
Groupama 3 em Lorient